# Abbos Atoyev
Abbos Abdurazzokovich Atoyev (ur. 7 czerwca 1986 w tumanie Vobkent w wilajecie bucharskim) – uzbecki bokser wagi średniej, brązowy medalista olimpijski, dwukrotny mistrz świata.

## Kariera
Prócz tytułów w kraju zdobywał medale mistrzostw świata w kategoriach kadetów i juniorów.
W 2007 roku zwyciężył w wadze półciężkiej w mistrzostwach Azji, a następnie został mistrzem świata, pokonując w finale Rosjanina Artura Bietierbijewa, pomimo liczenia w trzeciej rundzie.
Po turnieju na LIO 2008, w którym odpadł w pierwszej rundzie, postanowił zejść o jedną kategorię wagową. Już w wadze średniej stanął w 2009 roku ponownie na najwyższym stopniu podium mistrzostw świata potwierdzając wysoką formę srebrnym medalem igrzysk azjatyckich w 2010 roku.
Olimpijski turniej w 2012 roku zakończył na półfinale, w którym jego przeciwnikiem był późniejszy triumfator, Ryōta Murata.

## Sukcesy
- Mistrzostwa Azji w Boksie 2007 – waga półciężka
- Mistrzostwa Świata w Boksie 2007 – waga półciężka
- Mistrzostwa Świata w Boksie 2009 – waga średnia
- Boks na Igrzyskach Azjatyckich 2010 – waga średnia
- Letnie Igrzyska Olimpijskie 2012 – waga średnia